# Франкфуртська кухня

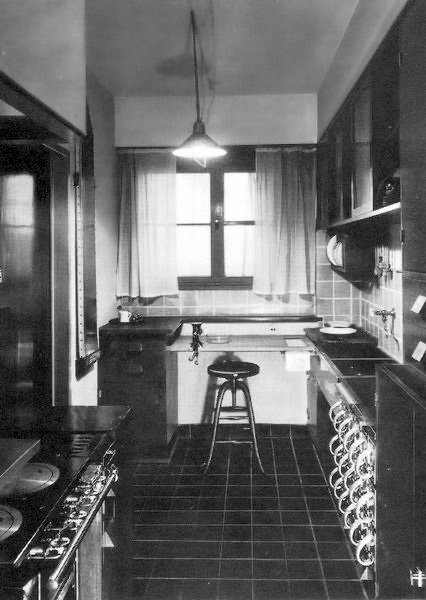
Франкфуртська кухня

Франкфуртська кухня була віхою у  архітектурі, вважається попередником сучасних обладнаних кухонь, тому що це була перша кухня в історії, побудована за єдиною концепцією, тобто мала недорогий дизайн, який дозволяє ефективну роботу.

## Витоки
Німецькі міста після закінчення Першої світової війни страждали від серйозного браку житла. Різні соціальні житлові проекти були побудовані в 1920-х роках для збільшення кількості оренди квартир. Ці великомасштабні проекти повинні були надати доступні квартири для великої кількості типових сімей робочого класу і, таким чином, були схильні до обмеженого бюджету. Як наслідок, квартири були зручними, але не просторими. Архітектори прагнули знизити витрати, застосовуючи один дизайн для великої кількості квартир.
Дизайн кухні Маргарете Шютте-Лігоцкі для Römerstadt повинен був вирішити проблему того, як створити безліч кухонь, не дозволяючи їм займати занадто багато спільного простору квартири. Її дизайн відійшов від кухні-вітальні. Типовий робітник жив у двокімнатній квартирі, в якій кухня відразу послужила багато функцій: крім приготування, там одразу обідали, жили, купались і навіть спали, тоді як друга кімната, яка вважалася салоном, була зарезервована для особливих випадків, таких як недільний обід. Замість цього кухня Шютте-Лігоцкі була невеликою окремою кімнатою, підключеної до вітальні за допомогою розсувних дверей; таким чином, відбувався поділ функцій (приготування їжі і т. д.).
Маленька кухня Баугаус спроектована в Haus Am Horn, побудована 1923 року, з певним сховищами і ящиками для конкретних предметів також була джерелом натхнення для Шютте-Лігоцкі.
До цього дня в Німеччині кухонний блок Шютте-Лігоцкі залишається моделлю для вбудованих кухонь в громадському житлі.

## Дизайн
Франкфуртська кухня була вузькою кухнею площею 1,9 м × 3,4 м (6,2 фути × 11,2 футів). Вхід був розташований в одній з коротких стін, навпроти було вікно. З лівого боку була розміщена плита, потім розсувні двері, що з'єднували кухню в їдальню і вітальню. З правого боку були шафи і раковини, перед вікном робоча область. Не було холодильника, але була складна прасувальна дошка.